# Кострецы (Тверская область)
Кострецы́ (карел. Kos’rečča) — деревня в Максатихинском районе Тверской области России. Административный центр Кострецкого сельского поселения

## География
Деревня расположена в 13 километрах к юго-западу от Максатихи на берегу речки Тифина.

## История
Деревня впервые упоминается как погост в писцовых книгах 1547 года.
В конце XIX века погост относился к Рыбинской волости Бежецкого уезда. В 1887 году в Кострецах была открыта церковно-приходская школа.
В 1918—21 годах Кострецы являлись центр одноимённой волости и сельсовета Бежецкого уезда. В начале 1930-х годов в деревне был построен Кострецкий льнозавод.

## Население
| 1859 | 2002 | 2008 | 2010 |
| ---- | ---- | ---- | ---- |
| 45   | ↗237 | ↗254 | ↘170 |

По переписи 1920 года в деревне проживало 451 человек в 96 дворах (в том числе 85 дворов тверских карел).
В 1997 году в деревне имелось 115 хозяйств и проживало 282 человека.

## Экономика
Основными промыслами жителей деревни являются: столярное дело, резьба и роспись по дереву. В деревне располагается ТОО сельхозкооператива «Тифинский».

## Инфраструктура
В деревне находятся: дом культуры, медпункт, отделение связи, магазин Средняя школа была закрыта в 2013 году.

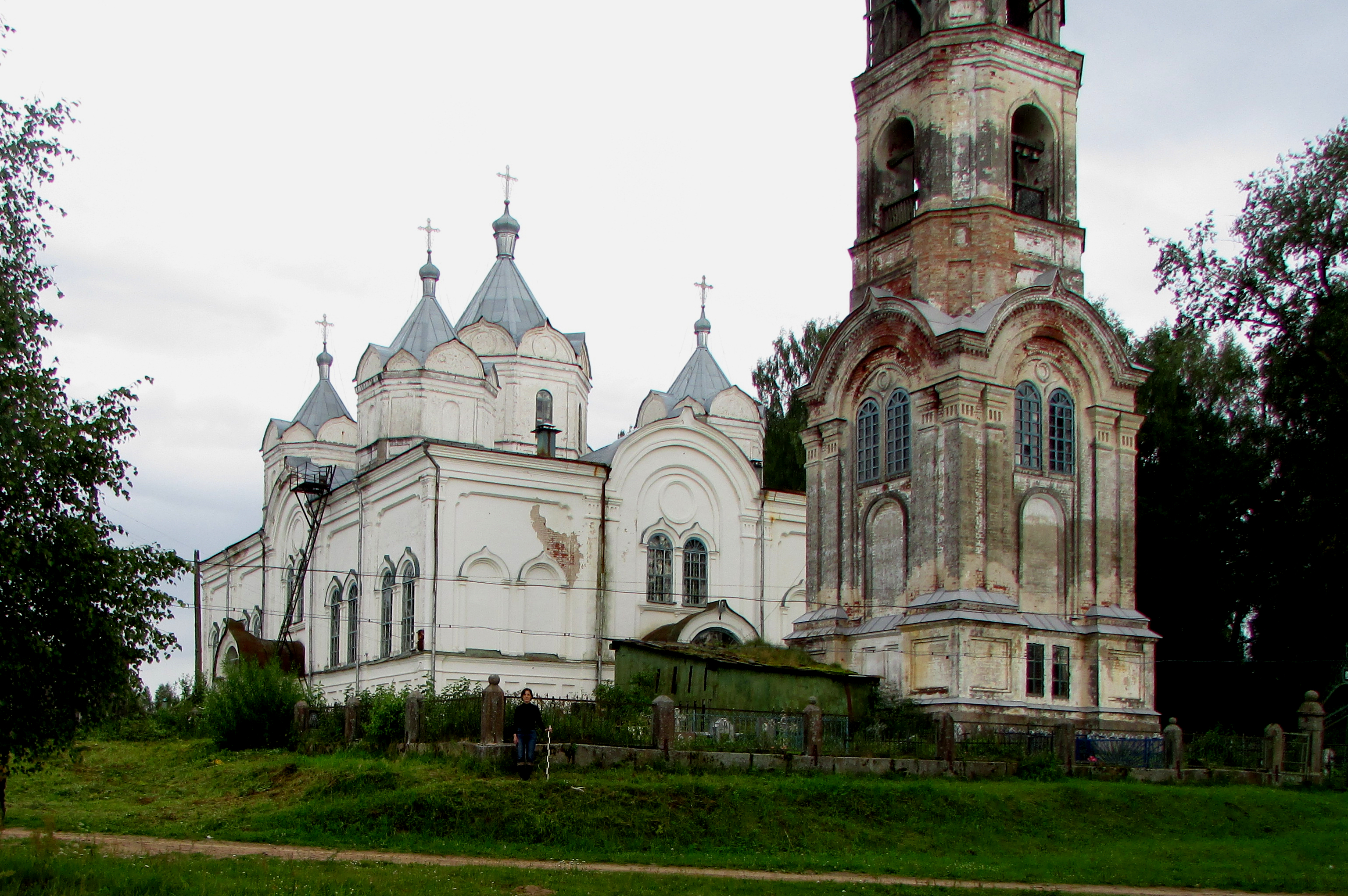

## Достопримечательности
В деревне находится Церковь Успения Пресвятой Богородицы 1876 года постройки.